# Dănuț Lupu
Dănuț Lupu (Galaţi, Rumunjska, 27. veljače 1967.) je bivši rumunjski nogometaš i nacionalni reprezentativac.

## Karijera

### Klupska karijera
Karijeru je započeo kao junior u rodnom Galaţiju gdje je igrao za Dunăreju. Zbog dobrih igara u rumunjskoj drugoj ligi, uočili su ga skauti bukureštanskog Dinama koji su ga doveli u klub 1987. godine. Prvu prvenstvenu utakmicu za novi klub odigrao je 8. ožujka 1987. u susretu protiv FC Brașova kojeg je Dinamo dobio s 2:0. Tijekom prve dvije sezone u klubu, Dinamo je bio drugi u prvenstvu dok je u trećoj sezoni (1989./90.) Lupu s momčadi osvojio naslov prvaka i nacionalni kup. Također, iste sezone igrač je s Dinamom stigao do polufinala Kupa pobjednika kupova gdje ih je zaustavio belgijski Anderlecht.
Nakon toga Dănuț Lupu odlazi u Grčku gdje je najprije nastupao za Panathinaikos s kojim je iste sezone bio grčki prvak. Tijekom tog razdoblja igrao je i za Korinthos te OFI Kretu.
Godine 1994. Lupu se vraća u Rumunjsku gdje potpisuje za Rapid Bukurešt koji ga je jedno razdoblje poslao na posudbu u talijansku Bresciju. U razdoblju od 1995. do 1997. godine bio je član Dinama iz Bukurešta da bi se nakon toga vratio u Rapid kojeg je tada preuzeo Mircea Lucescu. S klubom je u sezoni 1998./99. osvojio rumunjsko prvenstvo po prvi puta nakon 33 godine.
Do kraja igračke karijere Lupu je nastupao još za izraelski Hapoel Tzafririm Holon.

### Reprezentativna karijera
Dănuț Lupu je za rumunjsku reprezentaciju debitirao 11. listopada 1989. u kvalifikacijskoj utakmici protiv Danske za Svjetsko prvenstvo 1990. godine. Danska je taj susret dobila s 3:0, ali u konačnici se jedino Rumunjska kvalificirala za Mundijal.
Lupu je bio rumunjski reprezentativac od 1989. do 1998. godine te je s nacionalnom selekcijom igrao na Svjetskom prvenstvu 1990. u Italiji.

## Osvojeni trofeji

### Klupski trofeji
| Klub            | Trofej              | Sezona / godina |
| Rumunjska       | Rumunjska           | Rumunjska       |
| --------------- | ------------------- | --------------- |
| Dinamo Bukurešt | Rumunjsko prvenstvo | 1989./90.       |
| Dinamo Bukurešt | Rumunjski kup       | 1990.           |
| Grčka           |                     |                 |
| Panathinaikos   | Grčko prvenstvo     | 1990./91.       |
| Rumunjska       |                     |                 |
| Rapid Bukurešt  | Rumunjsko prvenstvo | 1998./99.       |
| Rapid Bukurešt  | Rumunjski Superkup  | 1999.           |

## Vanjske poveznice
- National Football Teams.com